# Шланген
Шланген (нім. Schlangen) — громада в Німеччині, знаходиться в землі Північний Рейн-Вестфалія. Підпорядковується адміністративному округу Детмольд. Входить до складу району Ліппе. Розташована за кілька кілометрів від Детмольда, громада простягається від краю піщаного моря  до гірського хребта південного схилу Тевтобурзького лісу.
Площа — 75,98 км2. Населення становить 9254 ос. (станом на 31 грудня 2020).